# Leão Argiro (turmarca)

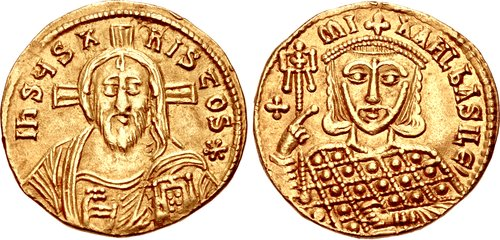
Soldo de r.

Leão Argiro (em grego: Λέων Ἀργυρός; romaniz.: Léon Argyrós) foi um aristocrata e general bizantino ativo em meados do século IX, durante o reinado do imperador Miguel III, o Ébrio (r. 842–867). A ele é creditada a função da nobre família Argiro. Ele serviu como turmarca de Carsiano e participou do massacre dos paulicianos de 843. Ele envolveu-se ativamente nas guerras fronteiriças contra os árabes e paulicianos e sabe-se que fundou no Mosteiro de Santa Isabel em Carsiano.

## Vida
Leão Argiro é o primeiro membro atestado e progenitor da família Argiro, embora tem sido sugerido com base na onomástica da família que ela descenderia de um certo patrício Mariano e seu filho Eustácio, ativo ca. 741. Leão advém de Carsiano, e serviu como turmarca sob Miguel III, o Ébrio (r. 842–867). Participou no massacre de 843 dos paulicianos, e distinguiu-se nas guerras fronteiriças contra os árabes e seus aliados paulicianos. Ele também fundou o Mosteiro de Santa Isabel em Carsiano, onde provavelmente foi enterrado. Ele teve ao menos um filho, o general Eustácio Argiro.